# Vendetta (Zemfira)
Vendetta (in russo Вендетта?) è il quarto album in studio della cantante russa Zemfira, pubblicato il 1º marzo 2005 su etichetta Real Records.
L'album è stato riconosciuto il disco più venduto in Russia nel 2005 e ha ricevuto il premio russo Rekord" nel 2006.

## Tracce
Testi e musiche di Zemfira Ramazanova.
1. Nebomoreoblaka – 3:37
2. Dyši – 4:10
3. Itogi – 3:18
4. Tak i ostavim – 4:11
5. Samolët – 2:27
6. Daj mne ruku (ja požmu eë) – 3:32
7. Bljuz – 3:28
8. Progulka – 4:14
9. Drug – 3:22
10. Žuža – 4:51
11. Malyš – 2:50
12. Povesica – 3:48
13. Krasota – 3:11
14. Raznye (vse takie) – 2:56
15. Jim Beam (Ufa '97) – 2:23